# Maria Lisa Cinciari Rodano
Maria Lisa Cinciari Rodano (n. 21 ianuarie 1921, Roma, Regatul Italiei – d. 2 decembrie 2023, Roma, Italia) a fost o politiciană italiană. Ea a servit ca membru al Camerei inferioare și superioare a Parlamentului italian, și ca membru al Parlamentului European pentru Italia Centrală. În 2021, Rodano a devenit centenară. Până la 2 decembrie 2023, a fost ultimul membru în viață al Legislativului I al Italiei.